# Akvilė Stapušaitytė
Akvilė Stapušaitytė (ur. 25 marca 1986 w Taurogach) – litewska badmintonistka.
W 2008 zawodniczka brała udział w igrzyskach w Pekinie, w grze pojedynczej kobiet – odpadła w 1/16 finału.
W 2012 brała udział w igrzyskach w Londynie – odpadła w fazie grupowej.